# Городенковский сахарный завод
Городенковский сахарный завод — предприятие пищевой промышленности в городе Городенка Ивано-Франковской области Украины.

## История
Сахарный завод в Городенке был построен и начал работу в 1926 году.
После начала мирового экономического кризиса в 1929 году положение завода ухудшилось. В 1930 году в городе прошла серия демонстраций рабочих сахарного завода, других предприятий города и безработных, которые требовали рабочие места и повышения заработной платы. В ответ, в сентябре - октябре 1930 года в городе была проведена полицейская облава.
Зимой 1935 года в городе бастовали рабочие сахарного завода и рабочие-строители. Кроме того, в 1935 году здесь был создан профсоюз работников сахарной промышленности.
В сентябре 1939 года на заводе был создан рабочий комитет, а затем завод был национализирован. Позднее, осенью 1939 года Городенка была электрифицирована.
В ходе Великой Отечественной войны с 5 июля 1941 до 25 марта 1944 года Городенка находилась под немецкой оккупацией. Во время оккупации в городе действовала советская подпольная группа из 33 человек, часть из которой составляли рабочие сахарного завода. 25 марта 1944 года в ходе боя за город на сахарном заводе трофеем советских войск стали 500 вагонов с сахаром, подготовленных к отправке в Германию.
В конце 1944 года сахарный завод возобновил работу.
В 1946 году сахарный завод был преобразован в сахарный комбинат. Производственный план на четвёртую пятилетку (1946 - 1950 гг.) завод выполнил досрочно. После завершения реконструкции предприятия, в 1955 году мощность предприятия была увеличена до 1,4 тыс. тонн свеклы в сутки.
В соответствии с семилетним планом развития народного хозяйства СССР (1959—1965 гг.) завод был расширен - были переоборудованы ранее существовавшие производственные цеха и складские помещения, улучшены условия труда, расширены подъездные пути и построен новый цех. В 1963 году город (и находившиеся в нем предприятия) подключили к единой электросети страны.
Кроме того, в 1960е годы был построен дворец культуры сахарного комбината.
В целом, в советское время сахарный комбинат входил в число крупнейших предприятий города.
В мае 1995 года Кабинет министров Украины утвердил решение о приватизации сахарного завода. В дальнейшем, государственное предприятие было преобразовано в открытое акционерное общество.
В 2007 завод прекратил работу. В 2010 году завод перешёл в собственность агрохолдинга «Мрія». 28 октября 2010 года завод возобновил работу, но уже в 2011 году снова остановился, а оставшиеся запасы сырья были вывезены на Бучачский сахарный завод. В августе 2014 года агрохолдинг «Мрія» не смог рассчитаться с кредиторами и объявил технический дефолт, в результате завод перешёл в собственность компании ООО «Аракс Холдінгс».
По состоянию на начало ноября 2018 года завод не функционировал.